# Каганець (село)
Каганець — колишнє село в Берестинському районі Харківської області, підпорядковувалося Олійниківській сільській раді.
Дата зникнення невідома.
Село знаходилося на правому березі річки Оріль, вище за течією — Яковлівка, за 1 км — Мар'ївка, на протилежному березі — Мотузівка.

## Принагідно
- Вікімапія